# حمض التيابروفينيك
حمض التيابروفينيك دواء مضاد للالتهابات (NSAID) من فئة حمض أريل بروبيونيك (بروفين)، يستخدم لعلاج الألم، وخاصة آلام التهاب المفاصل. الجرعة النموذجية للبالغين هي 300 ملغ مرتين يومياً. لا ينصح به للأطفال.
الاستخدام طويل الأمد لحمض التيابروفينيك لعلاج بالتهاب المثانة الحاد، وهو شائع بنحو 100 مرة من مضادات الالتهاب غير الستيروئيدية الأخرى. يمنع استخدامه للمرضى الذين يعانون من التهاب المثانة والتهابات المسالك البولية. يُستقلب في الكبد إلى مستقلبين غير نشطين بشكل ضئيل. يُطرح معظم الدواء دون تغيير في لون البول. يتخلص منه بصعوبة في امراض الكلى المزمنة حيث يستعمل بحذر معهم.
سُجلت براءة اختراعه في عام 1969 واُعتمد للاستخدام الطبي في عام 1981. وهي متوفرة في تركيبات عامة. ويتوفر منه مستحضر ذو إطلاق مستمر. وهو مصاوغ فراغي للسوبروفين.